# Река смерти (фильм)
«Река смерти» (англ. River of Death) — американский кинофильм, поставленный режиссёром Стивом Карвером по одноимённому роману Алистера Маклина.

## Сюжет
Искатель приключений Джон Хемилтон отправляется в джунгли Амазонки искать «Затерянный город». По различным причинам к нему в поисках города присоединяются и другие герои. В джунглях они наталкиваются на беглых нацистских преступников во главе с нацистским доктором-садистом, которые проводят свои опыты над индейцами.

## Создатели фильма

### В ролях
- Майкл Дудикофф — Джон Хемилтон
- Роберт Вон — Вольфганг Мантойфель
- Дональд Плезенс — Генрих Шпаац
- Герберт Лом — полковник Рикардо Диас
- Л. К. Джонс — Хиллер
- Сара Маур Торп — Анна Блейксли
- Синтия Эрланд — Мария

### Съёмочная группа
- Режиссёр — Стив Карвер
- Авторы сценария — Эндрю Дойч, Эдвард Симпсон
- Продюсеры — Авэ Лернер, Гарри Алан Тауэрс
- Редактор — Кен Борнштейн
- Композитор — Саша Мэтсон
- Оператор — Авраам Карпик

## История проката

### Даты премьер
Даты приведены в соответствии с данными IMDb.
- США — 29 сентября 1989
- ФРГ — 12 февраля 1990 (премьера на видео)
- Япония — 31 марта 1990
- Швеция — март 1996 (премьера на видео)